# Taksin
Taksin, Taksin Wielki, taj. ตากสินมหาราช ⓘ; chiń. 鄭昭, Zhèng Chāo (ur. 17 kwietnia 1734, zm. 7 kwietnia 1782) – król Syjamu (dzisiejszej Tajlandii) od 1767 do 1782 r. Urodził się w mieście Ajutthaji, jego ojciec pochodził z Chin.